# بسی ویلیام اندم
بسی ویلیام اندم (انگلیسی: Bassey William Andem؛ زادهٔ ۱۴ ژوئن ۱۹۶۸) یک بازیکن فوتبال اهل کامرون است.
وی همچنین در تیم ملی فوتبال کامرون بازی کرده است.